# Obusier de 155 mm Modèle 50
[källa behövs]

Obusier de 155 mm Modèle 50 är en fransk fälthaubits med 15,5 cm kaliber som användes under kalla kriget, även om pjäsen användes fram till 1990-talet av vissa länder.

## Användning i Sverige
Då den svenska vapentillverkaren Bofors på grund av andra stora projekt inte hade någon möjlighet att ta fram en svensk fälthaubits för att fylla försvarets behov i början av 1950-talet, köpte Försvaret in 96 exemplar av den franska Obusier de 155 mm Modèle 50. Pjäsen kom i svensk tjänst att betecknas 15,5 cm haubits F, i dagligt tal kom pjäsen att kallas "fransyskan". Under åren 1955-1958 licenstillverkade dock Bofors 100 exemplar åt Försvaret. "Fransyskan" hade dock stora problem med sprickbildning i lavetterna efter en tids användning och ersattes av haubits 77. En del av pjäserna tjänstgjorde dock på Gotland ända till slutet av 1900-talet. Ett par stycken pjäser användes även i övningssyfte vid Svea artilleriregemente (A 1) i Linköping, Bodens artilleriregemente (A 8) i Boden och Bergslagens artilleriregemente (A 9) i Kristinehamn samt vid Artilleriets stridsskola (ArtSS) i Trängslet vid Älvdalens skjutfält en bit in på 1990-talet. För beräkning av riktelement användes den digitala eldledningsutrustningen Centralinstrument 723. Fördelen med "Fransyskan" var att hon kunde skjuta övergrader, det vill säga en kortare men högre bana genom att elevera mer än 45°.
Haubitsen var den som användes i olyckan på Ravlunda skjutfält 1969 med tre döda och fem skadade.

## Användare
- : Franska armén, ersattes av TRF1.
- : Israels försvarsmakt, ersattes av Soltam M-68 och Soltam M-71.
- : Libanons väpnade styrkor
- : Svenska armén, ersattes av Haubits 77.
- : Schweiziska armén
- :  Syrien